# Reculémont
Reculémont  parfois orthographié Reculemont (en wallon : Elcoulémont) est un hameau de la commune et ville belge de Malmedy située en Région wallonne dans la province de Liège. 
Avant la fusion des communes de 1977, Reculémont faisait partie de la commune de Bellevaux-Ligneuville. 

## Situation
Reculémont est un hameau ardennais se situant sur une colline (altitude jusqu'à 440 m) dominant le versant nord-est de l'Amblève entre les localités de Lasnenville et Ligneuville. Le hameau se trouve à 7 km au sud du centre de Malmedy.

## Activités
Au sud de la localité, en rive droite de l'Amblève, se trouve la carrière de Lasnenville où l'on exploite du quartzite depuis les années 1950. La production annuelle est d'environ 60 000 tonnes.